# Monte Roundtop
Il Monte Roundtop è un antico stratovulcano situato nella parte orientale dell'Isola di Unimak, nelle Aleutine, a breve distanza dalle Cime Isanotski e rappresenta il rilievo più orientale della Catena delle Aleutine.
Il vulcano si presenta come una montagna ampiamente erosa dall'azione dei ghiacci sulle cui pendici, nel 1930, sono state scoperte alcune sorgenti termali.